# نفس بکش (فیلم ۲۰۲۴)
نفس بکش (به انگلیسی: Breathe) یک فیلم اکشن و علمی تخیلی آمریکایی به کارگردانی استفان بریستول، نویسندگی داگ سایمون با بازی جنیفر هادسن، میلا یوویچ، کونزنی والیس، کامن (رپر) و سم ورثینگتون است. داستان فیلم در دنیایی می‌گذرد که در آن سطح اکسیژن روی زمین کاهش یافته و زندگی روی سطح سیاره بدون تجهیزات تخصصی را غیرممکن می‌کند.
این فیلم در ۲۶ آوریل ۲۰۲۴ در سینماهای محدود، ویدئو به‌درخواست و فرمت‌های دیجیتال منتشر شد‌.

## تولید
فیلمبرداری در لوکیشن پنسیلوانیا در اواخر سال ۲۰۲۲ انجام شد.